# Пилецкий, Шимон
Ши́мон Богу́слав Пиле́цкий (пол. Szymon Bogusław Pilecki; 16 июля 1925, Троки — 5 июня 2023, Варшава) — польский инженер, исследователь самолётов, полковник Польской армии в отставке и активист караимской общины. Председатель правления Караимского религиозного союза Польши (1974—2023).

## Биография
Родился 16 июля 1925 года в Троках. Детство провёл в Лешниках близ Вильно. Учился в Вильнюсском университете (1944—1945) и Вроцлавском технологическом университете (1945—1951); получил степень доктора технических наук в 1962 году в Военной технологической академии. В 1951—1970 годах являлся сотрудником Военной технологической академии, а с 1970 года – Института фундаментальных технологических исследований Польской академии наук. В 1989 году получил звание доцента, а в 1993 году стал профессором. Специализировался на изучении твёрдых тел и процессов разрушения акустическими методами. Также был пилотом планёра и самолета, прыгуном с парашютом.
В 1982 году под его руководством получил докторскую степень Феликс Реймунд.
Являлся активным караимским общественным деятелем — сотрудничал с Юзефом Сулимовичем при создании устава Караимского религиозного объединения Польши, а после его утверждения властями в 1974 году и вновь в 2003 году был избран председателем правления. Внёс значительный вклад в расширение караимского кладбища в Варшаве, строительство его ограды и получение для этой цели финансовой поддержки.
В 1995 году вышел на пенсию.
Потерял свои жизненные сбережения в трёх крупнейших финансовых скандалах в Польше.
Умер 5 июня 2023 года в Варшаве. Похоронен на местном караимском кладбище.

## Семья
Отец — Александр Пилецкий (ум. 1971), директор лесхоза. Мать — Елизавета Пилецкая (1898—1981), старшая дочь трокского газзана Богуслава Фирковича.
Сестра — Наталия Пилецкая, в замужестве Кобецкая (1922), изучала химию в Вильнюсском университете. Брат — Ромуальд Пилецкий (1927—1972), работал в машиностроении, умер от рака горла.
Жена до 1963 — Анна Роецкая (1932—1992), родом из Паневежиса.
- Дочь — Ирена Пилецкая, в замужестве Ярошинская (род. 1959).

- Внук — Михал Ярошинский (род. 1984), окончил Варшавский политехнический институт.

Жена с 1999 — Ядвига Пилецкая (род. 1943).

## Награды
Награждён бронзовой и серебряной медалями «Вооружённые силы на службе Родине», Золотым Крестом Заслуги.

## Избранные публикации
Шимон Пилецкий является автором или соавтором 12 книг и около 180 научных статей в области авиации и машиностроения.
- 1989: Испытательный стенд для измерения упругих констант и внутреннего трения твёрдых тел.
- 1979: Анализ влияния подвижности дефектов решётки на свойства металлических материалов при повышенных температурах
- 1975: Авиация и космонавтика. Энциклопедический план (Lotnictwo i kosmonautyka. Zarys encyklopedyczny) (последующие издания в 1978 и 1984)
- 1970: Введение в диффузионную теорию усталости металлов (Wstęp do dyfuzyjnej teorii změczenia metali)
- 1969: Боевые самолёты 1910-1967 (Samoloty bojowe 1910–1967) (с Ежи Доманским)
- 1965: От Икара-волхва (Od Ikara médrsi) (венгерское издание: 1968)
- 1961: Авиация без аэродромов (Lotnictwo bez lotnisk)
- 1960: Авиация. Малая энциклопедия (Lotnictwo. Mała Encyklopedia) (II издание: 1961)
- 1956: Новейшие конструкции самолётов (Najnowsze konstrukcje lotnicze) (коллективная работа)

Публиковал исследования по караимоведению:
- Bogusław i Kamila Firkowiczowie oraz ich potomkowie. Almanach karaimski 2007, ss. 85-100
- 70-lecie ustawy sejmowej dotyczącej Karaimów. "Awazymyz". 2006, z. 1(12), s. 17
- Роль караимов Галича в установлении юридического статуса каримских общин в 1920-30 годы. W: Караимы Галича. История и культура. Материалы международной конференции, Львов-Галич 2002, ss. 94–100
- Karaimi на Litwie и w Polsce, (współred. z: Lucjan Adamczuk, Halina Kobeckaitė), Warszawa 2003
- Karaimi w Polsce po 1945 r. Migracja podczas i po II wojnie światowej. W: Karaimi, Pieniężno 1987, ss. 41–50
- Z Kresów Wschodnich k Politechnice Wrocławskiej. W: Politechnika Wrocławska we wspomnieniach pierwszych absolwentów. Moja droga do Politechniki Wrocławskiej, Wrocław 1991, ss. 155-166.
- Chlopiec z Leśnik. Dziennik 1939–1945, Wrocław 2009